# Sojuz TM-32
Sojuz TM-32 (Союз ТМ-32) – rosyjska załogowa misja kosmiczna, stanowiąca pierwszą wizytę turysty na pokładzie Międzynarodowej Stacji Kosmicznej. 
Kapsuła zacumowała do stacji 30 kwietnia, w kilka godzin od odłączenia od niej amerykańskiego promu kosmicznego odwiedzającego ją w ramach misji STS-100. Kosmonauci, w tym amerykański turysta Dennis Tito spędzili na pokładzie stacji tydzień. Tito zapłacił za lot na stację 20 milionów dolarów, stając się tym samym pierwszym kosmicznym turystą w historii.